# Jari Järvelä
Jari Olli Järvelä (né le 21 novembre 1966 à Helsinki) est un écrivain finlandais ,.

## Ouvrages

### Romans
- (fi) 66 luuta, Porvoo, WSOY, 1998 (ISBN 951-0-23004-9)
- (fi) Lentäjän poika, Porvoo, WSOY, 1999 (ISBN 951-0-23725-6)
- (fi) Veden paino, Helsinki, WSOY, 2001 (ISBN 951-0-26103-3)
- (fi) Pieni taivas, Helsinki, WSOY, 2004 (ISBN 951-0-29380-6)
- (fi) Kansallismaisema, Helsinki, Tammi, 2006 (ISBN 951-31-3639-6)
- (fi) Romeo ja Julia, Helsinki, Éditions Tammi, 2007 (ISBN 978-951-31-4021-2)
- (fi) Mistä on mustat tytöt tehty?, Helsinki, Éditions Tammi, 2009 (ISBN 978-951-31-4897-3)
- (fi) Zombie, Helsinki, Éditions Tammi, 2010 (ISBN 978-951-31-5658-9)
- (fi) Parempi maailma, Helsinki, Éditions Tammi, 2012 (ISBN 978-951-31-6867-4)
- (fi) Tyttö ja pommi, Helsinki, Crime Time, 2014 (ISBN 978-952-289-142-6)
- (fi) Särkyvää, Helsinki, Éditions Tammi, 2014 (ISBN 978-951-31-8026-3)
- (fi) Tyttö ja rotta, Helsinki, Éditions Tammi, 2015 (ISBN 978-951-31-8343-1)

### Nouvelles
- (fi) Bambi ja muita novelleja, Porvoo, WSOY, 1995 (ISBN 951-0-20693-8)
- (fi) Nuorikko ja muita novelleja, Porvoo : Helsinki : Juva, WSOY, 1996 (ISBN 951-0-21449-3)
- (fi) Paljon on Afrikasta kertomatta, Helsinki, WSOY, 2002 (ISBN 951-0-27169-1)
- (fi) Château Inkeroinen, Helsinki, Tammi, 2012 (ISBN 978-951-31-6601-4)

### Pièces de théâtre
- Xxxxxx (1998)
- Ystäväni (Théâtre national de Finlande, 2002)
- Arkku (Théâtre national de Finlande, 2008)

### Pièces radiophoniques
- Muutto (1997)
- Kapteenisiiran almanakka (1998)
- Maailman valo (2001)
- Nikamat (2002)
- Jalohomeen kimallus (2003)
- Joutsenet (2006)
- Kivisydän (2010)
- Kirveellä töitä (2013)

### Livrets d’opéra
- Makuukamariooppera (compositeur Jaakko Kuusisto, 2010)
- Leirintäalueooppera (compositeur Jaakko Kuusisto, 2013)

## Prix et distinctions
- Prix de l'union des écrivains finlandais, 1996
- Prix Kalevi Jäntti , 2001
- Prix de la littérature de l'État finlandais, 2007